# Joseph H. Ball
Joseph H. Ball (Crookston, 1905. november 3. – Chevy Chase, 1993. december 18.) az Amerikai Egyesült Államok szenátora (Minnesota, 1940–1942 és 1943–1949).